# Pala (Anatolia)
Pala, o Palā (pa-la-a in cuneiforme) fu un Paese situato nell'Anatolia settentrionale dell'Età del Bronzo. Dei Palaici si conoscono soltanto la loro lingua nativa, il palaico (o palaumnili), e la loro religione nativa. L'unica persona nota di origine palaica è la sacerdotessa Anna.

## Posizione
Il paese di Pala poteva essere situato nella regione del Mar Nero. Due sono le zone nella quale si potesse trovare più di preciso: la prima è la regione definita Paflagonia nell'antichità classica, mentre l'altra sarebbe il territorio chiamato Blaene. Entrambe le equazioni si basano su una similitudine fonetica: esisterebbe un paese chiamato *Bla, ovvero Blaene in scrittura cuneiforme, che sarebbe scritto come pa-la-a.

## Storia
Durante l'Antico Regno ittita, Pala è menzionato come area amministrativa sotto giurisdizione ittita. Alla fine di quel periodo, i contatti tra gli Ittiti e i Palaici cessarono in seguito all’invasione dei sanguinari Kaska insediati nella regione del Mar Nero, a seguito della quale i palaici si sarebbero estinti.

## Mitologia
La mitologia palaica è nota dai testi rituali cuneiformi provenienti dal tempio del loro dio della tempesta, nativo della capitale ittita Ḫattuša, nella quale il culto degli dei palaici continuò anche con la fine dei contatti tra ittiti e palaici. Queste sono le divinità palaiche a noi note:
| Name          | Sesso/Numero         | Note                                     | Nomi alternativi                   | Controparte ittita o Luvi     |
| ------------- | -------------------- | ---------------------------------------- | ---------------------------------- | ----------------------------- |
| Ziparwa       | Dio                  | Dio maggiore palaico, dio della tempesta | Zaparwa, nome di origine Hatti     | Tarḫuna, Tarḫunt              |
| Kataḫzipuri   | Dea                  | Moglie di Zaparwa                        | Kataḫziwuri, nome di origine Hatti | Kamrušepa                     |
| Tiyaz         | Dio                  | Dio del sole                             | Tiyad                              | Dio del sole del Cielo, Tiwaz |
| Gulzannikeš   | Dea                  | Dea del Fato                             | Gulzikannikeš                      | Daraweš Gulšeš                |
| Ḫašamili      | Dio                  | ?                                        | Ḫašammili, nome di origine Hatti   | ?                             |
| Inar          | Dea                  | ?                                        | ?                                  | ?                             |
| Kamama        | Dio                  | ?                                        | Kammamma                           | ?                             |
| Hearth        | Divinità (singolare) | Divinità del cuore                       | ?                                  |                               |
| Šaušḫalla     | Divinità (singolare) | ?                                        | Šaušḫilla                          | ?                             |
| Ḫilanzipa     | Divinità (singolare) | ?                                        | Ḫilašši                            | ?                             |
| Ḫašauwanza    | Divinità (singolare) | ?                                        | ?                                  | ?                             |
| Aššanuwant    | Divinità (singolare) | ?                                        | ?                                  | Aššiyat                       |
| Ilaliyantikeš | Divinità (plurale)   | ?                                        | Ilaliyant                          |                               |
| Kuwanšeš      | Divinità (plurale)   | ?                                        | ?                                  | ?                             |
| Uliliyantikeš | Divinità (plurale)   | ?                                        | ?                                  | Uliliyašši                    |

## Riferimenti letterari
- Maciej Popko, Völker und Sprachen Altanatoliens, Wiesbaden, Harrassowitz Verlag, 2008, ISBN 978-3-447-05708-0.
- Piotr Taracha, Religions of Second Millennium Anatolia, Wiesbaden, Harrassowitz, 2009, ISBN 978-3-447-05885-8.